# Mauricio Annunziata
Mauricio Annunziata (* 9. November 1971 in Buenos Aires) ist ein argentinischer Komponist und Pianist.

## Leben und Wirken
Annunziata interessierte sich für Klavier, als er fünf Jahre alt war. Er studierte am Konservatorium von Buenos Aires Klavier bei Lía Cimaglia-Espinosa und Komposition bei José Martí Llorca und trat als Pianist mit einem klassischen und romantischen Repertoire und eigenen Werken auf. 1990 setzte er in Italien seine Ausbildung als Pianist bei Giovanni Nenna und als Komponist bei Sergio Rendine
fort.
Daneben absolvierte er von 1991 bis 1996 ein Studium als Informatikingenieur an der Università degli Studi dell'Aquila. Er arbeitete an der Universität Sevilla wissenschaftlich auf dem Gebiet der Computermusik und absolviert dort ein Dissertationsstudium in Musikwissenschaft.
Neben zahlreichen Klavierwerken komponierte Annunziata auch Kammermusik, Instrumentalkonzerte, eine Sinfonie, Messen und mehrere Opern. Er gewann erste Preise beim John-Cage-Kompositionswettbewerb 1992 in Bologna und beim Frederic-Mompou-Wettbewerb 2002 in Barcelona. Im Mai 2008 wurde seine Kantate Akatist per San Basilio di Ostrog Miracoloso in der „Basílica Santa Maria del Popolo“ (Rom) aufgeführt.

## Werke
- Dos Mazurcas románticas für Klavier, 1987
- Dos Valses románticos für Klavier, 1988
- Anocheciendo No. 1 für Klavier, 1989
- Anocheciendo No. 4 "Nocturno para Piano", 1989
- Variaciones Argentinas für Klavier, 1989
- Hacedores de Nuestra Tierra für Klavier, 1989
- Sonata para Piano No. 1 "Romántica", 1989
- Sonata para Piano No. 2, 1989
- Divertimento di un pianista, 1989
- Scherzo dall'Inferno für Klavier zu vier Händen, 1989
- La Argentina politonal für Klavier, 1990
- Sonata para Flauta y Piano "Pampa misteriosa", 1990
- Concierto para Piano y Orquestra No. 1, 1990
- Metamorfosis de la ideas, 1990
- Tres Impromptus für Klavier, 1990
- Suite para Orquestra de cuerdas, 1990
- Concierto para Piano y Orquestra No. 4, 1990, 2000
- Concierto para Piano y Orquestra No. 2, 1991
- Portena für Bläserseptett, 1991, 1999
- Sinfonia No. 1 "Mares y Lagos del Sur", 1992
- Aspectos de mi Ciudad portena für Klavier, 1993
- Sonata para Violín y Piano No. 1, 1993
- Doble Concierto para Violín, Piano y Orquestra "Gaucho y Porteno", 1993
- Cuarteto de Cuerdas No. 1 "Pampero", 1995
- Cuarteto de Cuerdas No.2 "Luz Mala", 1995
- Sonata No. 1 para Violoncello y Piano, 1995
- Cuerteto de Cuerdas No. 4 "Las Calles", 1995
- Cuarteto de Cuerdas No. 3 "Soledad", 1996
- Sonata para Violín y Piano No. 2 "Río de la Plata", 1996
- Poesías Borgianas nach Gedichten von Jorge Luis Borges für Sopran, Cello und Klavier, 1996
- Concierto para Piano y Orquestra No. 3, 1998
- Libro de Poemas für Sopran und Klavier, 1998
- Fernando VII, 1999
- Sonata para Piano No. 3, 1999
- Sonata para Piano No. 3 "De las Américas", 1999
- Las Calles de Buenos Aires, Rhapsodie für Sopran, Klarinette und Klavier nach J. L. Borges, 2000
- Tres Impromptus für Klavier, 2000
- La male vida de Buenos Aires für Klavier, 2000
- Anocheciendo No. 2 für Klavier, 2001
- Anocheciendo No. 3 für Klavier, 2001
- De mi sur No. 1- 30 für Klavier, 2001–03
- Sonata para Piano No. 5 "Andina", 2002
- Anoranzas für Klavier, 2002
- Trio Porteno für Violine, Cello und Klavier, 2002
- Sonata No. 2 para Violoncello y Piano, 2003
- Galas del Sur No. 1 für Klavierquintett, 2003
- Páginas de Argentina, 2003
- Berceuse für Klavier, 2003
- Studi, Klavieretüden, 2003
- Cuatro Páginas de Buenos Aires für Klavier, 2003
- Galas del Sur No. 2 für Klavierquintett, 2003
- Religión Portena für drei Bässe und Klavier, 2003
- Cuatro Páginas de Uruguay, 2004
- Kinsa Jaylli, vier religiöse Andengesänge für Klavier, 2004
- Galas del Sur No. 3 für Klavierquintett, 2004
- Galas del Sur No. 4 für Klavierquintett, 2004
- Sonata para Piano No. 6 "Portena", 2004
- Pampa Milagrosa, multimediale Oper für Sopran, Tenor, Bariton, Bass und Klavier nach eigenem Libretto, 2004
- Dos divinos, multimediale Oper für Sopran, Tenor, Bariton, Bass und Klavier nach eigenem Libretto, 2004
- Cielo andino, multimediale Oper für Sopran, Tenor, Bariton, Bass und Klavier nach eigenem Libretto, 2004
- Romance Porteno für Cello und Klavier, 2005
- Sonata para Piano No. 7 "Interpacific, 2005
- Patagonia, 2006
- Misa de los Andes, Messe für Solostimmen und Orchester, 2006
- Cantos de Pureza, Messe für Soli, gemischten Chor, Trommel und Orgel, 2006
- I Mondiali di Calcio, Oper für Kinderstimmen und Orchester nach eigenem Libretto, 2006
- Akatist «per San Basilio di Ostrog Miracoloso», Oratorium, 2007
- Patagonia, multimediale Oper für Sopran, Tenor, Bariton, Bass und Klavier nach eigenem Libretto, 2008
- Rio Guarani, multimediale Oper für Sopran, Tenor, Bariton, Bass und Klavier nach eigenem Libretto, 2008
- Tierra del Fuego, multimediale Oper für Sopran, Tenor, Bariton, Bass und Klavier nach eigenem Libretto, 2008

## Quelle
- biografias.es - Mauricio Annunziata